# Brother Simion
Brother Simion (São Paulo, 6 de março de 1954) é um cantor, compositor, produtor musical e multi-instrumentista brasileiro. Intérprete e músico do rock cristão, foi fundador, líder e vocalista do Katsbarnea em 1988. Já gravou diversos trabalhos em carreira solo, sendo o primeiro de grande repercussão Asas, lançado em 1998, que consagrou a carreira solo do músico.
Perdendo seu pai e mãe nos primeiros anos de vida, foi criado pelo avô. Durante a adolescência passou a usar drogas e viajou por vários locais do mundo. Teve várias overdoses e no final da década de 80 se converteu ao protestantismo. Sua música possui um forte apelo evangelístico e é destinado ao público jovem. Em 1999 lançou o trabalho Na Virada do Milênio que mescla o rock com a música eletrônica. Recomendado pela banda Oficina G3, foi contratado pela MK Music onde gravou os discos Redenção e A Volta de Johnny. Logo escreveu seu primeiro livro, "Johnny não morreu".
De forma independente o cantor lançou em 2005 o trabalho Eclipse, que recebeu vários elogios da crítica especializada e do público pela sonoridade baseada no new metal. Com dezoito anos de carreira lançou Gênesis For New Generation em 2007, que trouxe seus sucessos antigos com novos arranjos. Seu trabalho mais recente é Legado, lançado em 2016.

## Biografia
Com um ano de vida, Brother Simion perde sua mãe, e seu pai desaparece no mundo. Então, foi criado pelo avô, que morreu quando Simion era adolescente. O cantor teve seu primeiro contato com as drogas aos doze anos de idade.
Após os doze anos de idade, Brother Simion passou a morar sozinho nas ruas da cidade de São Paulo, onde cheirava cola. Ameaçado de morte, fugiu para o Rio de Janeiro, onde partiu para a Europa, tendo passado fome na Itália. Entretanto, foi em Amsterdã que Brother Simion provou um número maior de drogas, tendo várias overdoses. Naquela época, já tocava e cantava com um violão emprestado.
Ao voltar para o Brasil, Simion trabalhou como músico em bares e casas noturnas. Debilitado de saúde, em 1988 foi convidado a um culto cristão numa igreja evangélica e logo tornou-se um adepto do Cristianismo Protestante.

## Carreira
No mesmo ano em que se converteu, ao lado de Marcelo Gasperini e Tchu Salomão fundou a banda Katsbarnea. Logo em seguida foi lançado a fita cassete O Som que Te Faz Girar. Em dois anos, a banda ganhou um prêmio relacionado à música "Extra", que se tornou um dos maiores sucessos do Katsbarnea, escrita por Simion em parceria com Estevam Hernandes.
De 1989 a 1993, a banda gravou dois álbuns: Katsbarnea e Cristo ou Barrabás, onde ambos traziam Brother Simion como vocalista da banda. O último trabalho com a participação de Simion na banda foi Armagedom, obra que marcou o uso de novas sonoridades junto ao rock experimental. Após isso, o Katsbarnea lançou uma coletânea e em 1999, com uma carreira solo consolidada, Brother saiu da banda.
Em carreira solo, Brother Simion lançou em 1993 seu álbum de estreia, Brother, com algumas regravações de músicas do primeiro cassete demo do Katsbarnea. Seu segundo disco veio em 1995, Esperança.
Com a entrada da banda Oficina G3 na MK Music em 2000, o grupo indicou Brother para que integrasse o cast da gravadora. Em 2001, foi lançado Redenção, o disco que trouxe uma sonoridade mais pop rock acompanhada de um repertório repleto de baladas que foram bastante executadas nas rádios evangélicas de todo Brasil.
Em 2004, após sua saída da MK Music, o cantor lança de forma independente o álbum Eclipse, que possui uma influência do new metal. Segundo a crítica especializada, foi um retorno às origens de Simion. No mesmo ano, Brother passou a investir em uma grife voltada para o público jovem evangélico, em uma loja na Rua Conde de Sarzedas, no bairro da Liberdade no centro de São Paulo, reduto de lojistas especializados em produtos gospel.
Em 2007, lançou Gênesis For New Generation, que traz uma releitura de algumas de suas antigas canções gravadas em sua carreira solo e pelo Katsbarnea nos anos 80 e 90.
Em 2012, após 7 anos sem gravar nenhum material inédito, Simion lança um novo single chamado "Beautiful", o qual foi disponibilizado gratuitamente em seu site oficial.
Simion morou na Alemanha com sua esposa e seus dois filhos.
Em 2016, Brother Simion lançou o álbum Legado nas plataformas digitais.

## Discografia
Com o Katsbarnea
- 1988: O Som que Te Faz Girar
- 1989: Katsbarnea
- 1992: Cristo ou Barrabás
- 1995: Armagedom
- 1998: 10 Anos

Solo
- 1992: Brother
- 1994: Esperança
- 1996: A Promessa
- 1998: Asas
- 2000: Na Virada do Milênio
- 2001: Redenção
- 2002: A Volta de Johnny
- 2004: Eclipse
- 2005: Testemunho
- 2007: Gênesis For New Generation
- 2016: Legado

Singles
- 2012: "Beautiful"
- 2019: "Tu És Deus (Soberano Deus)"